# Lithiummolybdat
Lithiummolybdat, Li2MoO4 ist eine chemische Verbindung des Lithiums aus der Gruppe der Molybdate.

## Gewinnung und Darstellung
Gelöstes Lithiumhydroxid reagiert mit Molybdän(VI)-oxid zu Lithiummolybdat.
{\displaystyle \mathrm {2\ LiOH_{(aq)}+MoO_{3}\longrightarrow } } {\displaystyle \mathrm {Li_{2}MoO_{4}+H_{2}O} }
Die Reaktion kann nicht mit ungelöstem Lithiumhydroxid erfolgen.

## Verwendung
Die Verbindung wird zur Stahlbeschichtung und als Erdöl-Crackkatalysator verwendet.

## Eigenschaften
Der Schmelzpunkt des Salzes liegt bei 705 °C und die Dichte bei 2,66 g·cm−3. Es besitzt eine Phenakit-ähnliche Struktur.

## Sicherheitshinweise
Das Salz kann die Haut, die Atemwege und die Augen teils schwer reizen.
Lithiummolybdat reagiert mit starken Säuren und Basen heftig.